# Persoonia biglandulosa
Persoonia biglandulosa är en tvåhjärtbladig växtart som beskrevs av Peter Henry Weston. Persoonia biglandulosa ingår i släktet Persoonia och familjen Proteaceae. Inga underarter finns listade i Catalogue of Life.